# Ursula Brumm
Ursula Brumm (geboren am 24. Oktober 1919 in Berlin; gestorben am 26. Mai 2015 ebenda) war eine deutsche Amerikanistin. Sie lehrte von 1963 bis 1989 als Professorin für amerikanische Kultur an der Freien Universität Berlin.

## Biografie

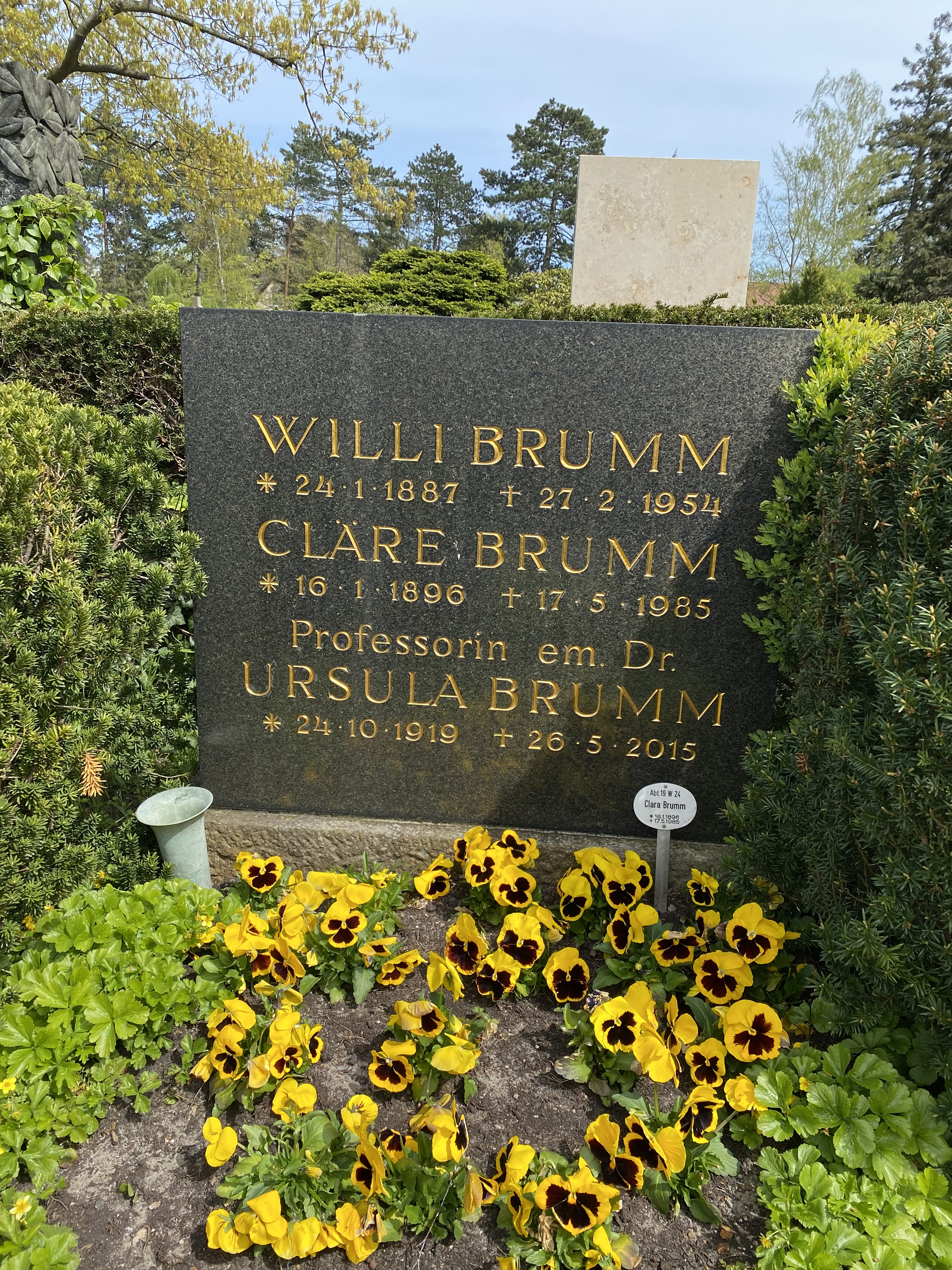
Grabstätte auf dem Friedhof Zehlendorf

Brumm studierte in Berlin und Tübingen Geschichte und promovierte 1943 bei Friedrich Baethgen an der Berliner Friedrich-Wilhelms-Universität mit der Arbeit Die Echtheitsfrage der ersten Stauferdiplome an südburgundische Empfänger. Sie war von Januar 1942 bis Ende Mai 1945 Mitarbeiterin am Reichsinstitut für ältere deutsche Geschichtskunde; als das Institut teilweise nach Pommersfelden ausgelagert wurde, verblieb sie in Berlin, wo sie auch das Kriegsende erlebte.

Von 1946 bis 1953 war sie als Bibliotheksleiterin am Berliner U. S. Information Center (Amerika-Haus) angestellt und wandte sich völlig von der mittelalterlichen Geschichte ab. Diesen Schritt hat Brumm später so kommentiert: 

„As a historian of medieval history (German and English literature as second subjects) engaged at the Monumenta Germaniae Historica with the editing of medieval documents, I saw after the war in this destroyed city no future for such an ‘elitist’ occupation, and because of my curiosity for this big, unknown country I joined the organization of the US Information Center.“

 Sie beschäftigte sich mit der angloamerikanischen Literaturwissenschaft; von 1953 bis 1955 studierte sie als Stipendiatin des Commonwealth Fund an der Harvard University. Nach ihrer Rückkehr lehrte sie Amerikanistik an der Freien Universität Berlin (FU), wo sie 1961 mit der Arbeit Die religiöse Typologie im amerikanischen Denken habilitierte und zwei Jahre später zur außerordentlichen Professorin ernannt wurde.
Brumm wurde 1965 zur ordentlichen Professorin an der Abteilung für amerikanische Kultur am John-F.-Kennedy-Institut für Nordamerikastudien der FU Berlin ernannt. Damals war sie eine von nur sechs Frauen unter den über 600 Professoren der Universität. Sie hatte den Lehrstuhl bis 1989 inne und blieb dem Institut auch nach ihrer Emeritierung verbunden. 1996 wurde sie zum korrespondierenden Mitglied der Göttinger Akademie der Wissenschaften gewählt.
Ihr Forschungsschwerpunkt war der neuenglische Puritanismus, ferner kehrte sie in ihren Arbeiten immer wieder zu Nathaniel Hawthorne, Henry Adams sowie William Faulkner zurück.
Ursula Brumm wurde auf dem Friedhof Zehlendorf beigesetzt.

## Werke

### Monografien
- Die religiöse Typologie im amerikanischen Denken: Ihre Bedeutung für die amerikanische Literatur- und Geistesgeschichte (= Studien zur amerikanischen Literatur und Geschichte. Bd. 2). Leiden, Brill 1963.
  - überarbeitete englische Übersetzung: American Thought and Religious Typology. Rutgers University Press, New Brunswick NJ 1970.
- Puritanismus und Literatur in Amerika (= Erträge der Forschung. Bd. 20). Wissenschaftliche Buchgesellschaft, Darmstadt 1973, ISBN 3-534-06142-X.
- Geschichte und Wildnis in der amerikanischen Literatur (= Grundlagen der Anglistik und Amerikanistik. Bd. 11). Erich Schmidt Verlag, Berlin 1980, ISBN 3-503-01636-8.
- Motivuntersuchungen zur amerikanischen Literatur (= Berliner Beiträge zur Amerikanistik. Bd. 9). John-F.-Kennedy-Institut für Nordamerikastudien, Freie Universität Berlin 1999, ISBN 3-88646-045-2.

### Aufsätze (Auswahl)
- Wilderness and Civilization: A Note on William Faulkner. In: Partisan Review. XXII, No. 3, Sommer 1957, S. 340–351.
- Henry Adams als Historiker: Seine Bedeutung für die amerikanische Literatur- und Geistesgeschichte. In: Archiv für das Studium der neueren Sprachen und Literaturen. Band 199, 1962, S. 209–228.
- George Bancroft. Historiker, Diplomat und Freund Berlins. In: Jörg Helbig (Hrsg.): Welcome to Berlin. Das Image Berlins in der englischsprachigen Welt von 1700 bis heute. Stapp, Berlin 1987.
- Some Thoughts on Faulkner’s “Racism”. In: Connotations. Bd. 6, 1996/97, H. 1, S. 98–102.
- Nationaltypische Themen der amerikanischen Literatur (PDF; 170 kB) (= John-F.-Kennedy-Institut für Nordamerikastudien: Working Paper. 130). Freie Universität Berlin, Berlin 2003.